# Maserati Tipo 4CS 1500
La 4CS 1500 è una autovettura biposto da competizione costruita dalla Maserati dal 1932 al 1936.

## Il contesto
La “4CS 1500” con il suo passo più lungo era lo sviluppo della 4CTR/4CS 1100 . Nel 1935 ci un aggiornamento, con l'impianto di scarico riveduto e con freni idraulici. Ora i tubi di scappamento erano rialzati e laterali. Con un peso ridotto rispetto alla 4CTR/4CS 1100, venne anche diminuito il consumo di carburante (20 L ogni 100 km).
Omobono Tenni, pilota motociclistico, vinse la Mille Miglia del 1936 nella sua categoria. Furono costruiti 6 esemplari, con carrozzeria della Menarini o dalla Campari & Somiotto. Due esemplari furono acquistati da Giovanni Lurani, mentre uno da Ulrich Maag, dalla Germania .

## Caratteristiche tecniche
L'accensione era singola con magnete tipo Bosch o Scintilla.
Il motore era a quattro cilindri verticali in linea ed aveva una cilindrata di 1497,7 cm³ . L'alesaggio e la corsa erano rispettivamente di 69 e 100 mm . L'alimentazione era forzata con compressore tipo Roots . Il rapporto di compressione era di 6:1. La distribuzione era a due valvole per cilindro con doppio albero a camme in testa . L'impianto di raffreddamento era a circolazione d’acqua con pompa centrifuga, mentre la lubrificazione era forzata con pompe di mandata e recupero . La potenza massima erogata era di 115 CV a 5000 giri al minuto .
I freni erano a tamburo sulle ruote con comando meccanico, dal 1935 idraulici . Le sospensioni erano a balestra e ammortizzatori a frizione. Lo sterzo era a vite senza fine e con settore dentato. La trasmissione aveva un cambio a 4 rapporti più la retromarcia.
La carrozzeria era biposto in alluminio . Il telaio era costituito da due longheroni con traverse in profilati d'acciaio .
Il veicolo raggiungeva la velocità massima di 170 km/h .